# Euphyia hydriata
Euphyia hydriata är en fjärilsart som beskrevs av Achille Guenée 1858. Euphyia hydriata ingår i släktet Euphyia och familjen mätare. Inga underarter finns listade i Catalogue of Life.